# Branson (Missouri)
Branson is een plaats (city) in de Amerikaanse staat Missouri, en valt bestuurlijk gezien onder Stone County en Taney County.

## Demografie
Bij de volkstelling in 2000 werd het aantal inwoners vastgesteld op 6050.
In 2006 is het aantal inwoners door het United States Census Bureau geschat op 7435, een stijging van 1385 (22,9%).

## Geografie
Volgens het United States Census Bureau beslaat de plaats een oppervlakte van
42,3 km², waarvan 41,9 km² land en 0,4 km² water. Branson ligt op ongeveer 218 m boven zeeniveau.

## Plaatsen in de nabije omgeving
De onderstaande figuur toont nabijgelegen plaatsen in een straal van 12 km rond Branson.